# Körös kulturen
Körös kulturen/Criș kulturen er en arkæologisk kultur i Yngre stenalder i Centraleuropa, der er opkaldt efter floden Körös i det østlige Ungarn. Den samme flod har navnet Criș i Rumænien, deraf navnet Criş kultur. De 2 varianter af flodnavnet bruges til den samme arkæologiske kultur i de 2 regioner. Criș-kulturen overlevede fra omkring 5800 til 5300 f.Kr. Det er relateret til den nærliggende Starčevo-kultur og er inkluderet i en større gruppe kendt som Starčevo-Körös-Criş-kulturen.

## Genetik
I en genetisk undersøgelse fra 2017 offentliggjort i Nature blev resterne af seks individer tilskrevet Körös-kulturen analyseret. Af de to prøver af Y-DNA ekstraheret tilhørte en til I2a2 og en tilhørte G. Af de seks prøver af mtDNA ekstraheret var fem underklader af K1, og én var en prøve af H.